# Едезија
Едезија (Грчки: Αἰδεσία) била је филозоф новоплатонистичке школе.

## Биографија
Живела је у Александрији у петом веку нове ере. Била је у сродству са филозофом Сиријаном. Подједнако је била слављена због своје лепоте и својих врлина. 
Након смрти свог супруга, филозофа Хермја, посветила се раду са сиромашним и образовању своје деце, Амонија и Хелиодора. Отпратила је синове у Атину, где су отишли да студирају филозофију. У Атини је била примљена са великим поштовање од стране свих тамошњих филозофа, а посебно од Прокла, са којим ју је рођак Сиријан верио када је била сасвим млада. 
Доживела је дубоку старост. На беседи приликом сахране говор је у хексаметарсу читао филозоф Дамаскије.